# Współczynniki fitoplanktonowe
Współczynniki fitoplanktonowe – wskaźniki trofii zbiorników wodnych oparte na bioindykatorach należących do fitoplanktonu. Najczęściej ich wartość jest ilorazem liczby gatunków (gdyż biomasa może zależeć też od innych czynników ekologicznych, np. presji planktonożerców).

## Przykładowe współczynniki
Współczynnik zielenicowy Thunmarka (1945), wyznaczony na podstawie jezior szwedzkich.
liczba gatunków Chlorococcales/liczba gatunków desmidii
wartość graniczna: 1 (oligotrofia<1<eutrofia)
wartości przeciętne: 0,2 – oligotrofia, 2 – słaba eutrofia, 7,5 – silna eutrofia
Współczynnik sinicowy Nygaarda (1949)
liczba gatunków sinic/liczba gatunków desmidii
wartości:
- oligotrofia – 0-0,4
- mezotrofia – 0,1-1,0
- eutrofia – 1,2-3,0

Współczynnik okrzemkowy Nygaarda (1949)
liczba gatunków Centrales/liczba gatunków Pennales
wartości:
- oligotrofia – 0-0,3
- mezotrofia – 0-1,5
- eutrofia – 0,6-3,5

Współczynnik euglenowy Nygaarda (1949)
liczba gatunków euglenin/(liczba gatunków Chlorococcales + liczba gatunków sinic)
wartości:
- oligotrofia – 0-0,2
- mezotrofia – 0,1-1,0
- eutrofia – 0

Współczynnik złożony Nygaarda (1949), wyznaczony na podstawie jezior duńskich.
(liczba gatunków sinic + liczba gatunków Chlorococcales + liczba gatunków Centrales + liczba gatunków euglenin)/liczba gatunków desmidii
wartości:
- dystrofia – 0-0,3
- oligotrofia – 0-1,0
- mezotrofia – 1,1-2,3
- eutrofia – 3,3-8,8
- politrofia – 5-20
- polisaprobowość – 20-43

Współczynnik Järnefelta (1952), wyznaczony na podstawie jezior finlandzkich.
Współczynnik wyznaczany w oparciu o stosunki gatunków z różnych grup glonów podzielonych na trzy klasy: EI – gatunki typowe wyłącznie dla wód eutroficznych, klasy: EII – gatunki typowe dla wód eutroficznych i mezotroficznych, O – gatunki typowe dla wód oligotroficznych.
Od tego czasu kolejni badacze udoskonalają analogiczne do tego wskaźniki, uzupełniając listy gatunków wskaźnikowych.

## Fitoplankton jako wskaźnik jakości wód w polskim prawie
Zgodnie z rozporządzeniem ministra środowiska z dnia 20 sierpnia 2008 r. w sprawie sposobu klasyfikacji stanu jednolitych części wód powierzchniowych ilość fitoplanktonu mierzona zawartością chlorofilu A jest jednym z elementów biologicznych służących do oceny jakości wód. Jest to zgodne z Ramową Dyrektywą Wodną obowiązującą w krajach Unii Europejskiej.
Gatunki fitoplanktonowe są również uwzględniane w wielogatunkowych wskaźnikach jakości wód, takich jak indeks saprobów.